# 内田村 (熊本県飽託郡)
内田村（うちだむら）は、熊本県の北部に位置していた村。

## 地理
- 河川：高良川

## 歴史
- 1874年 - 鵜森村、下内田村、中内田村、上内田村、西新開村が合併し成立。
- 1889年4月1日 - 町村制施行により銭塘村との町村組合による運営となる。
- 1956年9月30日 - 川口村、中緑村、奥古閑村、銭塘村、海路口村と新設合併し、天明村発足。